# Hospital Pedro II
O Hospital Pedro II é um hospital do Recife, capital de Pernambuco, Brasil. Teve suas obras iniciadas no ano de 1847, e a inauguração deu-se em 1861. O seu projeto arquitetônico foi do engenheiro José Mamede Alves Ferreira, que também projetou o Ginásio Pernambucano e a Casa de Detenção (hoje Casa da Cultura).
Atualmente integra o IMIP, complexo hospitalar com o maior número de leitos do Norte-Nordeste do país.

## Informações gerais

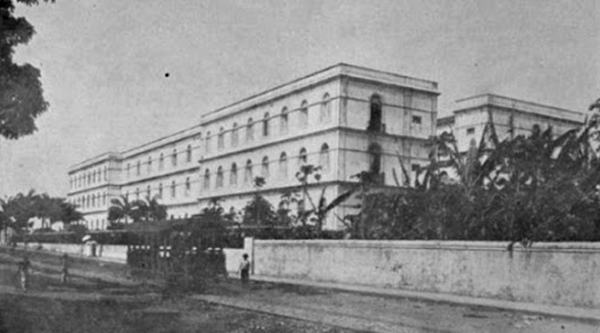
Hospital Pedro II, século XIX.

A pedra fundamental do Hospital Pedro II foi lançada em 25 de março de 1847, e sua inauguração deu-se em 10 de março de 1861. Antes ainda de ser inaugurado (1859), foi promovido um baile no seu primeiro andar em homenagem ao Imperador Dom Pedro II, então de passagem pelo Recife.
Quando pertencente à Santa Casa de Misericórdia, foi por muito tempo foi utilizado como hospital-escola pela Universidade Federal de Pernambuco, com a denominação de Hospital das Clínicas.
Após a transferência do Hospital das Clínicas para as novas instalações, na Cidade Universitária, o Hospital Pedro II foi desativado e o prédio foi parcialmente utilizado pela Diretoria Regional da Secretaria Estadual de Saúde. Com a saída desta, foi completamente restaurado, novamente para ser hospital-escola de nova Faculdade de Medicina, pertencente ao IMIP (Instituto de Medicina Integral Professor Fernando Figueira).